# 아이디어-표현 구별
아이디어-표현 구별(idea–expression distinction) 또는 아이디어-표현 이분법(idea–expression dichotomy)은 아이디어와 그 아이디어의 표현 또는 구현을 구별하여 저작권 보호 범위를 제한하는 미국의 법적 원칙이다.
방법으로 해석될 때 일반적인 아이디어 및 개념 자체와 관련하여 독점적 권리를 부여할 수 있는 특허와 달리 저작권은 그러한 권리를 부여할 수 없다. 모험 소설은 이러한 개념을 보여준다. 저작권은 저작물 전체, 관련된 특정 이야기나 인물, 책에 포함된 모든 예술 작품에 존재할 수 있지만 일반적으로 이야기의 아이디어나 장르에는 적용되지 않는다. 그러므로 저작권은 모험을 떠나는 남자의 아이디어에는 존재할 수 없지만, 그 패턴을 따르는 특정 스토리에는 존재할 수 있다. 마찬가지로, 저작물에 설명된 방법이나 프로세스가 특허를 받을 수 있는 경우 다양한 특허 청구의 대상이 될 수 있으며, 이는 동일한 아이디어를 기반으로 하는 다른 방법이나 프로세스를 포괄할 만큼 충분히 넓을 수도 있고 그렇지 않을 수도 있다. 예를 들어 아서 C. 클라크는 1945년 논문에서 통신 위성(통신 중계로 사용되는 정지궤도 위성)의 개념을 충분히 설명했지만 1954년 벨 연구소에서 개발 당시에는 특허를 받을 수 없는 것으로 간주되었다.

## 같이 보기
- 전형적 인물